# Kommunalparlament
Als Kommunalparlament oder Kommunalvertretung werden Volksvertretungen bezeichnet, die durch Wahlen zustande kommen und deren Aufgaben sich auf die Verwaltung von Gemeinden oder ähnlichen kommunalen, lokalen und regionalen Gebietskörperschaften beziehen. Die Bezeichnung als Parlament wird insbesondere auch dann umgangssprachlich und in der Politikwissenschaft verwendet, wenn es sich wie zum Beispiel in Deutschland und Österreich nicht um Parlamente im engeren Sinne handelt, sondern lediglich um Organe und Elemente der Selbstverwaltung. Ihre amtliche Bezeichnung variiert je nach Staat bzw. Bundesland und kann auch von der Größe der Gemeinde abhängig sein.

## Parlamentsbegriff
Nach der Staatsrechtslehre sind Parlamente Teil der Legislative, das heißt sie können Gesetze im Gesetzgebungsverfahren erlassen. Solche gewählten Vertretungen mit Gesetzgebungskompetenz gibt es auf nationaler Ebene sowie in föderativen Staaten auch auf der Ebene von Gliedstaaten. Dies gilt etwa für deutsche und österreichische Bundesländer, Kantone in der Schweiz aber auch Bundesstaaten in den USA und Brasilien. Solche Gliedstaaten haben in der Regel vollwertige Parlamente.
Die gewählten Vertretungen der unteren Ebene dürfen zum Beispiel in Deutschland und Österreich jedoch keine Gesetze erlassen. Sie beschließen Rechtsetzungsakte (untergesetzliche Normen, wie kommunale Satzungen) und Verwaltungsgrundsätze in ihrem Wirkungskreis im Rahmen gesetzlicher Vorgaben sowie weiterer Beschlüsse. Es handelt sich bei ihnen um die Bürgervertretungen der Selbstverwaltungskörperschaften. In Deutschland ist in diesem Zusammenhang von der kommunalen Selbstverwaltungsgarantie die Rede, die in Artikel 28 des Grundgesetzes für die Bundesrepublik Deutschland festgeschrieben ist. In Österreich spricht man von Gemeindeselbstverwaltung, die dort einfachgesetzlich geregelt ist.
Die kommunale Ebene hat in der Regel auch keine eigene Judikative und an die Stelle einer Verfassung tritt beispielsweise eine Gemeindeordnung oder -satzung, welche durch höhere Ebenen der Verwaltung erlassen worden werden können. Die Mitglieder von Kommunalparlamenten genießen auch nicht den für tatsächliche Parlamentsabgeordnete verfassungsmäßig garantierten Schutz der Immunität und Indemnität. Die Entscheidungen dieser Selbstverwaltungsorgane können zudem durch die Kommunalaufsicht oder die Verwaltungsgerichte aufgehoben oder ersetzt werden.
In der Politikwissenschaft wird argumentiert, dass Kommunalvertretungen funktional als Parlamente verstanden werden können, wenn die politischen Dynamiken denen nationaler Parlamente gleichen. Dazu kann der Gegensatz aus Regierungs- und Oppositionsfraktionen gehören oder die Art und Weise, wie im politischen Aushandlungsprozess Einigungen zustande kommen. Auch die Arbeitsweise von Ausschüssen ist mit denen von Parlamenten vergleichbar.

## Situation in einzelnen Staaten

### Deutschland
Kommunalvertretungen sind im deutschen Rechtssystem als Organe der Selbstverwaltung definiert und keine Parlamente, sondern reine Verwaltungsorgane. Historisch bedingt gibt es in Deutschland eine Vielzahl an unterschiedlichen Bezeichnungen für die gewählten Vertretungen auf kommunaler Ebene ohne Gesetzgebungskompetenz. Auf Kreisebene werden diese nahezu einheitlich als Kreistag bezeichnet.
| Bundesland             | Gemeinde                                    | Stadt                                               |
| ---------------------- | ------------------------------------------- | --------------------------------------------------- |
| Baden-Württemberg      | Gemeinderat                                 | Gemeinderat                                         |
| Bayern                 | Gemeinderat bzw. Marktgemeinderat           | Stadtrat                                            |
| Brandenburg            | Gemeindevertretung                          | Stadtverordnetenversammlung                         |
| Hessen                 | Gemeindevertretung                          | Stadtverordnetenversammlung                         |
| Mecklenburg-Vorpommern | Gemeindevertretung                          | Stadtvertretung (in den Hansestädten: Bürgerschaft) |
| Niedersachsen          | Rat der Gemeinde                            | Rat der Stadt                                       |
| Nordrhein-Westfalen    | Gemeinderat                                 | Stadtrat                                            |
| Rheinland-Pfalz        | Gemeinderat                                 | Stadtrat                                            |
| Saarland               | Gemeinderat                                 | Stadtrat                                            |
| Sachsen                | Gemeinderat                                 | Stadtrat                                            |
| Sachsen-Anhalt         | Gemeinderat                                 | Stadtrat                                            |
| Schleswig-Holstein     | Gemeindevertretung bzw. Gemeindeversammlung | Stadtvertretung                                     |
| Thüringen              | Gemeinderat                                 | Stadtrat                                            |

Die Länder Berlin, Hamburg und Bremen sind abweichend aufgebaut. Berlin und Hamburg sind sogenannte als Einheitsgemeinden, dort bilden die Bezirke die kommunale Ebene, in denen Bezirksverordnetenversammlungen (Berlin) beziehungsweise Bezirksversammlungen (Hamburg) gewählt werden. Das Land Bremen wiederum gliedert sich in die beiden Kommunen Bremen und Bremerhaven. In Bremerhaven gibt es eine Stadtverordnetenversammlung, während die aus dem Gebiet der Gemeinde Bremen gewählten Mitglieder des Landesparlaments in Realunion die Mitglieder der Bremischen Stadtbürgerschaft, also der kommunalen Vertretung sind.

### Österreich
In Österreich wird die gewählte kommunale Vertretung als Gemeinderat bezeichnet, nur die Länder Vorarlberg und Salzburg kennen die Bezeichnung Gemeindevertretung. Umgangssprachlich ist jedoch auch in Österreich der Ausdruck Kommunalparlament verbreitet.

### Schweiz
In der Schweiz verfügen die gewählten Vertretungen größerer Gemeinden nach dem helvetischen Selbstbestimmungsprinzip auch über Gesetzgebungskompetenz, sie werden daher korrekterweise als Gemeindeparlament bezeichnet.